# Lynx lynx isabellinus
La lince dell'Asia Centrale (Lynx lynx isabellinus) è una sottospecie della lince eurasiatica, endemica dell'Asia Centrale, diffusa dal Turkmenistan fino alla Cina.

## Tassonomia
Felis isabellina fi il nome scientifico proposto da Edward Blyth nel 1847 per pelliccia di lince proveniente dal Tibet. Lynx lynx wardi è stato proposto da Richard Lydekker nel 1904. Tuttavia, la maggior parte degli autori lo considera sinonimo di Lynx lynx isabelinus . 

## Distribuzione
In Asia centrale, la lince del Turkestan vive principalmente nei boschi aperti e nelle steppe, ma è presente anche nelle colline rocciose e nelle montagne delle regioni desertiche. Nell'Asia meridionale, si trova in tutte le pendici settentrionali dell'Himalaya ed è stata avvistata sia in fitti boschi che in aree rocciose e aride al di sopra del limite degli alberi.  La lince del Turkestan è presente nel Ladakh, nel Kashmir, nell'Himachal Pradesh e in altri stati indiani della regione dell'Himalaya. Nella Cina meridionale, viene avvistata sporadicamente in tutto l'altopiano tibetano.